# Peter Lump
Peter Lump è un cortometraggio muto del 1916 scritto, prodotto e diretto da William Wauer.

## Trama
Un figlio illegittimo aiuta il padre a ritornare sulla retta via.

## Produzione
Il film fu prodotto da William Wauer per la sua casa di produzione, la W.W.-Film Gesellschaft, Wauer & Co. (Berlin).

## Distribuzione
Ottenne il visto di censura nell'aprile 1916 e venne presentato in sala al Tauentzien-Palast di Berlino nel giugno 1916.